# Марко Лешкович
Марко Лешкович (хорв. Marko Lešković, нар. 27 квітня 1991, Нашиці) — хорватський футболіст, захисник індійського клубу «Керала Бластерс».

## Клубна кар'єра
Народився 27 квітня 1991 року в місті Нашиці. Вихованець футбольної школи клубу «Осієк», в академії якого навчався з восьмирічного віку і підписав перший професійний контракт у грудні 2009 року. У першій половині сезону 2010/11 для отримання ігрової практики був відданий в оренду в клуб другого дивізіону «Сухополє», взявши участь у 14 матчах чемпіонату.
Повернувшись до рідної команди 5 березня 2011 Лешкович дебютував в хорватської Першій лізі, вийшовши на заміну в кінці домашнього матчу проти «Істри 1961». 20 березня 2012 року він вперше забив на вищому рівні, вивівши свою команду вперед в гостьовому поєдинку проти «Загреба». Загалом відіграв за команду з Осієка наступні два з половиною сезони своєї ігрової кар'єри. Більшість часу, проведеного у складі «Осієка», був основним гравцем захисту команди і 2012 року став фіналістом національного кубка.
У лютому 2013 року уклав контракт з клубом «Рієка», за яким приєднався до команди влітку того ж року. У новому колективі провів наступні три роки своєї кар'єри гравця. Граючи у складі «Рієки» також здебільшого виходив на поле в основному складі команди і 2014 року виграв з командою кубок і суперкубок Хорватії, а також всі три сезони ставав віце-чемпіоном Хорватії.
У липні 2016 року Лешкович перейшов у «Динамо» (Загреб), з яким виграв низку національних трофеїв, але основним гравцем не був. Станом на 23 жовтня 2019 року відіграв за «динамівців» 51 матч в національному чемпіонаті.

## Виступи за збірні
2009 року дебютував у складі юнацької збірної Хорватії (U-18), загалом на юнацькому рівні взяв участь у 9 іграх, відзначившись 2 забитими голами.
Протягом 2012—2013 років залучався до складу молодіжної збірної Хорватії. На молодіжному рівні зіграв у 4 офіційних матчах, забив 2 голи.
12 листопада 2014 року Марко Лешкович дебютував за національну збірну Хорватії, вийшовши в основному складі в товариському матчі проти збірної Аргентини.
| Дата       | Місто          | Господарі | Результат | Гості     | Турнір           | Голи | Примітки |
| ---------- | -------------- | --------- | --------- | --------- | ---------------- | ---- | -------- |
| 12-11-2014 | Лондон         | Аргентина | 2 – 1     | Хорватія  | товариський матч | -    | 84'      |
| 7-6-2015   | Вараждин       | Хорватія  | 4 – 0     | Гібралтар | товариський матч | -    |          |
| 17-11-2015 | Ростов-на-Дону | Росія     | 1 – 3     | Хорватія  | товариський матч | -    |          |
| 28-3-2017  | Таллінн        | Естонія   | 3 – 0     | Хорватія  | товариський матч | -    | 67'      |
| Усього     |                | Матчів    | 4         |           | Голів            | 0    |          |

## Титули і досягнення
- Чемпіон Хорватії (2):

«Динамо» (Загреб): 2017–18, 2018–19
- Володар Кубка Хорватії (2):

«Рієка»: 2013–14
«Динамо» (Загреб): 2017–18
- Володар Суперкубка Хорватії (2):

«Рієка»: 2014
«Динамо» (Загреб): 2019